# Thekla Lange
Thekla Lange (Kongsberg, 16 december 1840- Vollen (Asker), 20 januari 1929) was een Noors staatsvrouw.
Aagot Thekla Bøbert werd geboren binnen het gezin van mijnbouwingenieur (zilver en kobalt) en burgemeester van Kongsberg Carl Friedrich Böbert (1804-1869) en Elisabeth Magdalena Abel (1810-1873). Thekla trouwde op 21 augustus 1862 met toekomstig staatsman Jacob Otto Lange. Het stel kreeg in Elisabeth Lange (1863-1940) één dochter, die samen haar man de ingenieur Gunvald Aas (1851-1950) naar de Verenigde Staten emigreerde en later remigreerde. Hun dochter werd vernoemd naar Thekla. Thekla’s oom was de wiskundige Niels Henrik Abel. 
De Noorse componiste Agathe Backer-Grøndahl droeg een van haar liederen uit Tre sange i moll aan haar op, terwijl ze haar meeste stukken aan musici opdroeg.  